# ダアーデン
ダアーデン (独: Daaden)はドイツ連邦共和国 ラインラント＝プファルツ州アルテンキルヒェン郡にある町村。ヴェスターヴァルト山地にあり、ジーゲンの南西約15kmに位置する。
ダアーデン連合自治体 (独: Verbandsgemeinde Daaden) の行政庁所在地でもある。